# Vila de São Sebastião
Vila de São Sebastião – parafia (freguesia) gminy Angra do Heroísmo. W 2011 miejscowość była zamieszkiwana przez 2096 mieszkańców.